# Lilla Ösjötjärnen
Lilla Ösjötjärnen är en sjö i Årjängs kommun i Värmland och ingår i Göta älvs huvudavrinningsområde. Sjöns area är 0,025 kvadratkilometer och den är belägen 276 meter över havet.